# Sint-Petrus-en-Pauluskerk (Boschkapelle)

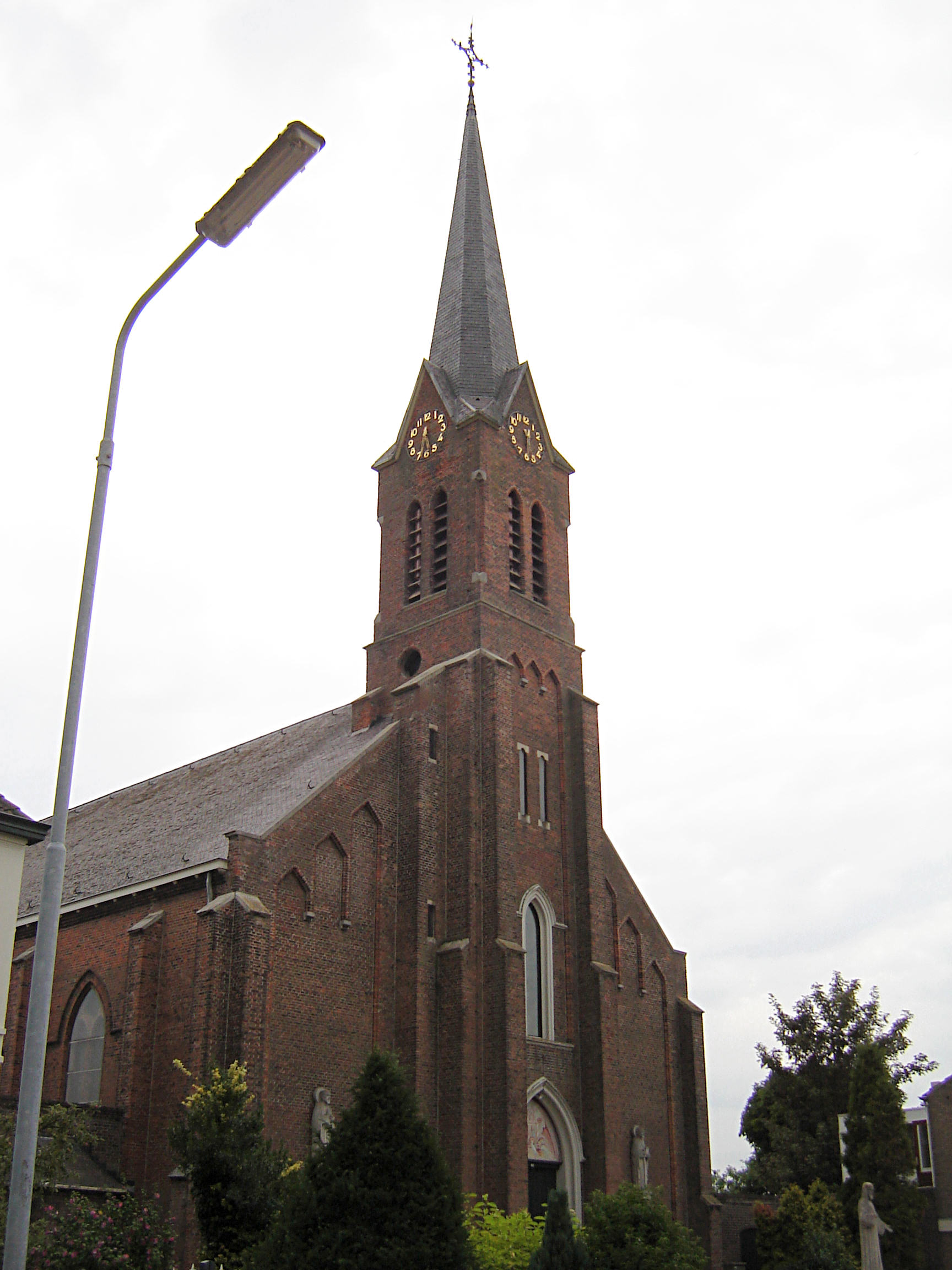
Sint-Petrus-en-Pauluskerk

De Sint-Petrus-en-Pauluskerk is de parochiekerk van het tot de Zeeuwse gemeente Hulst behorende dorp Boschkapelle, gelegen aan Kerkstraat 15.

## Geschiedenis
Reeds in de 16e eeuw was er hier een kapel, in 1811 werd een kerk gebouwd die in 1875-1876 werd vervangen door een neogotisch bouwwerk, ontworpen door P. Soffers. In 1926 werd de kerk verlengd naar ontwerp van Joseph Cuypers. In 1950-1951 werden muurschilderingen aangebracht door Joan Colette.

## Gebouw
Het betreft een driebeukig bakstenen kerkgebouw met driezijdig afgesloten koor en een slanke, halfingebouwde toren. Ook zijn er schilderingen die de Martelaren van Gorcum verbeelden, en er zijn neogotische zijaltaren.